# Melitaea dorae
Melitaea dorae är en fjärilsart som beskrevs av Gary R. Graves 1925. Melitaea dorae ingår i släktet Melitaea och familjen praktfjärilar. Inga underarter finns listade i Catalogue of Life.